# Alexander Wedderburn (1er comte de Rosslyn)
Pour les articles homonymes, voir Wedderburn (homonymie).
Alexander Wedderburn (3 février 1733 - 2 janvier 1805), avocat et homme politique écossais, siège à la Chambre des communes entre 1761 et 1780, lorsqu'il est élevé à la pairie sous le nom de baron Loughborough. Il est Lord grand chancelier de Grande-Bretagne de 1793 à 1801.

## Biographie
Il est le fils aîné de Peter Wedderburn, Lord Chesterhall (un lord de session), et est né à East Lothian.
Il fait ses études à Dalkeith et au Royal High School, à Édimbourg, puis est inscrit à l'Université d'Édimbourg à l'âge de 14 ans. Bien qu'il veuille exercer au barreau anglais, à la demande de son père, il s'inscrit comme avocat à Édimbourg en 1754. Son père est appelé à siéger en 1755 et, pendant les trois années suivantes, Wedderburn reste fidèle à sa pratique à Édimbourg. Il y emploie ses pouvoirs oratoires à l'Assemblée générale de l'Église d'Écosse.
En 1755, le précurseur de la Revue d'Edimbourg est lancé et Wedderburn en édite deux. Le doyen de la faculté à cette époque, Lockhart, après Lord Covington, avocat réputé pour son comportement sévère, attaque Wedderburn, à l’automne de 1757. Wedderburn réplique avec son talent de l'invective et, après avoir été réprimandé par le banc, refuse de se rétracter ou de s'excuser. Au lieu de cela, il quitte le tribunal pour toujours.

## Carrière juridique
Wedderburn est appelé au barreau anglais du Inner Temple en 1757. Pour se débarrasser de son accent écossais et améliorer son art oratoire, il utilise les services de Thomas Sheridan et Charles Macklin. Il étudie les formes du droit anglais afin de sécuriser ses affaires. Il sollicite William Strahan, un imprimeur, pour le faire travailler dans des causes célèbres et entre en contact avec des avocats londoniens très occupés. Ses relations et les incidents de sa carrière antérieure attirent l'attention de ses compatriotes, Lord Bute et Lord Mansfield.
Lorsque Lord Bute est Premier ministre, Wedderburn travaille pour lui et il suggère d'accorder une pension à Samuel Johnson. Grâce à la faveur de Lord Bute, il est élu au parlement pour les Ayr Burghs en 1761. En 1763, il devient conseiller du roi et conseiller du Lincoln's Inn et de la Cour de chancellerie. En 1767, il épouse Betty Anne Dawson, fille unique et héritière de John Dawson de Marly, dans le Yorkshire, qui lui apporte une fortune considérable (Carlyle met le montant à 10 000 £).

## Carrière politique
Lorsque George Grenville, dont les principes s’appuient sur le conservatisme, se dispute avec la cour, Wedderburn le suit en politique. Lors de la dissolution du printemps 1768, Sir Lawrence Dundas le fait élire à Richmond en tant que conservateur, mais dans les questions sur John Wilkes il prend le parti populaire de Wilkes et de la liberté et démissionne de son siège en mai 1769. Dans l'opinion publique, il est maintenant considéré comme l'incarnation de toute vertu et est salué par les applaudissements lors des dîners des Whigs. En récompense de la perte de son siège au Parlement, Lord Clive le désigne en janvier 1770 pour se faire élire dans l'arrondissement de Bishop's Castle.
Au cours de la session suivante, il s'inscrit vigoureusement dans l'opposition, mais ses nouveaux associés observent toujours sa conduite avec méfiance et ses attaques contre le ministère de Lord North deviennent de moins en moins animées, proportionnellement à son apparente fixité. En janvier 1771, il se voit proposer le poste de solliciteur général et l'accepte. Sa défection suscite beaucoup de réprobation. Junius écrit à son sujet : « Pour ce qui est de M. Wedderburn, il y a quelque chose en lui qui fait que même la trahison ne peut avoir confiance », et le colonel Barr l'a attaqué à la Chambre des communes. Le nouvel officier de justice a défendu sa conduite en affirmant que son alliance politique avait été avec George Grenville et que le lien avait été rompu à sa mort.
Tout au long de la guerre d'indépendance américaine, il déclame constamment contre les colonies et il est amer (certains historiens disent qu'il est carrément diffamatoire) lorsqu'il attaque Benjamin Franklin devant le Conseil privé. En juin 1778, Wedderburn est promu au poste de procureur général et la même année, il refuse la dignité de baron en chef de l'échiquier, car l'offre n'est pas accompagnée de la promesse d'une pairie. Lors de la dissolution de 1774, il est réélu à Okehampton dans le Devon et à Castle Rising à Norfolk, où il choisit de rester, plutôt que de devenir le principal officier juridique de la couronne. La pairie convoitée ne tarde pas. En juin 1780, il est nommé juge en chef des plaids communs, avec le titre de baron Loughborough.
Au cours de l'existence des ministères de coalition North-Fox, le grand sceau est en commission (d'avril à décembre 1783) et Lord Loughborough occupe la première place parmi les commissaires. Pendant un certain temps après la chute de ce ministère, il est considéré comme le chef du parti whig à la Chambre des lords et, si la maladie du roi George III avait provoqué le retour des Whigs au pouvoir, le grand sceau aurait été placé dans ses mains. Le rétablissement de l'état de santé du roi assure la continuation du mandat de William Pitt le Jeune et déçoit les Whigs. En 1792, pendant la période de la Révolution française, Lord Loughborough se sépare de Fox et le 28 janvier 1793, il reçoit le grand sceau du cabinet conservateur de Pitt. La démission de Pitt sur la question de l'émancipation des catholiques (1801) met fin au mandat de Wedderburn en tant que Lord chancelier, car, à sa grande surprise, aucune place n'est trouvée pour lui dans le cabinet d'Henry Addington. Les amis de Pitt pensent qu'il s'est rendu coupable de trahison à propos du problème de l'émancipation et même le roi, qui utilise Loughborough comme espion au Cabinet, déclare plus tard que sa mort a enlevé « le plus grand malfaisant du royaume ».
Sa première femme meurt sans enfant en 1781. L'année suivante, il épouse Charlotte, la plus jeune fille de William, vicomte Courtenay, mais son fils unique meurt dans l'enfance. Lord Loughborough obtient donc en 1795 un ré-octroi de sa baronnie avec son neveu, James St Clair-Erskine (2e comte de Rosslyn) comme héritier. La déception de la fin de son mandat de Lord Chancelier en 1801 est atténuée par l'octroi d'un comté (il est créé comte de Rosslyn le 21 avril 1801, avec son neveu comme héritier), ainsi que par une pension de 4000 £ par an. Après cette date, il est rarement apparu en public, mais il est une figure constante de toutes les fêtes royales. Il est élu membre de la Royal Society en 1787 et accepta une vice-présidence honoraire du Foundling Hospital de Londres en 1799.
En décembre 1804, il se rend à Frogmore pour assister à un rassemblement festif. Le lendemain, il est pris d'une crise de goutte à l'estomac, près de Salt Hill, Windsor. Ses restes sont enterrés dans la cathédrale Saint-Paul le 11 janvier 1805.